# Pont Maurice-Martel
Le pont Maurice-Martel, anciennement pont Sorel-Tracy et nommé pont Neuf localement, relie les secteurs de Sorel et de Tracy au sein de la ville de Sorel-Tracy en franchissant la rivière Richelieu. Il se situe ainsi dans la région administrative de la Montérégie.

## Description
Le pont est emprunté par l'autoroute 30. Il comporte quatre voies de circulation, soit deux par direction, lesquelles sont séparées par un muret central en béton. Il ne comporte aucune voie cyclable ou piétonnière.
À son extrémité ouest, le pont enjambe également la route 223. Un échangeur (sortie 141) permet de relier cette route au pont.
On estime que 30 000 véhicules empruntent le pont en moyenne chaque jour, soit une moyenne annuelle de 10,9 millions de véhicules.
Il constitue, avec le pont Turcotte, l'un des deux seuls liens reliant les secteurs de Sorel et Tracy à Sorel-Tracy.

## Toponymie
Le pont est nommé en honneur de Maurice Martel (1936-2015), pharmacien et homme politique originaire de Sorel qui fut député de Richelieu de 1966 à 1970 sous la bannière de l'Union nationale et de 1976 à 1985 sous la bannière du Parti québécois, il fut également ministre du Revenu en 1984 et 1985.
Jusqu'en juin 2017, le pont était connu comme le pont Sorel-Tracy, il était nommé ainsi parce que lors de sa construction, il reliait l'ancienne ville de Tracy (rive ouest) à la ville de Sorel (rive est). Ces deux villes furent fusionnées pour former la ville de Sorel-Tracy en 2000.